# サラマト県
サラマト県は、チャドの14の県の一つである。チャドの南東部に位置し、面積は63,000km2、人口は184,403人（1993年）である。県都はアム・ティマン。
サラマトの人口は、ムスリムと非イスラム教徒の両方が混在していた。
1960年代後半、評価の高かった自然保護区がチャドの反乱軍によって破壊されたが、ゾウやキリンなど多くの野生動物の標本が残っていた。この地域には、10ヶ月間の乾季を乗り切ることができる唯一の水源があった。

## 関連記事
2006年ザクウマの象の虐殺